# Неґроні

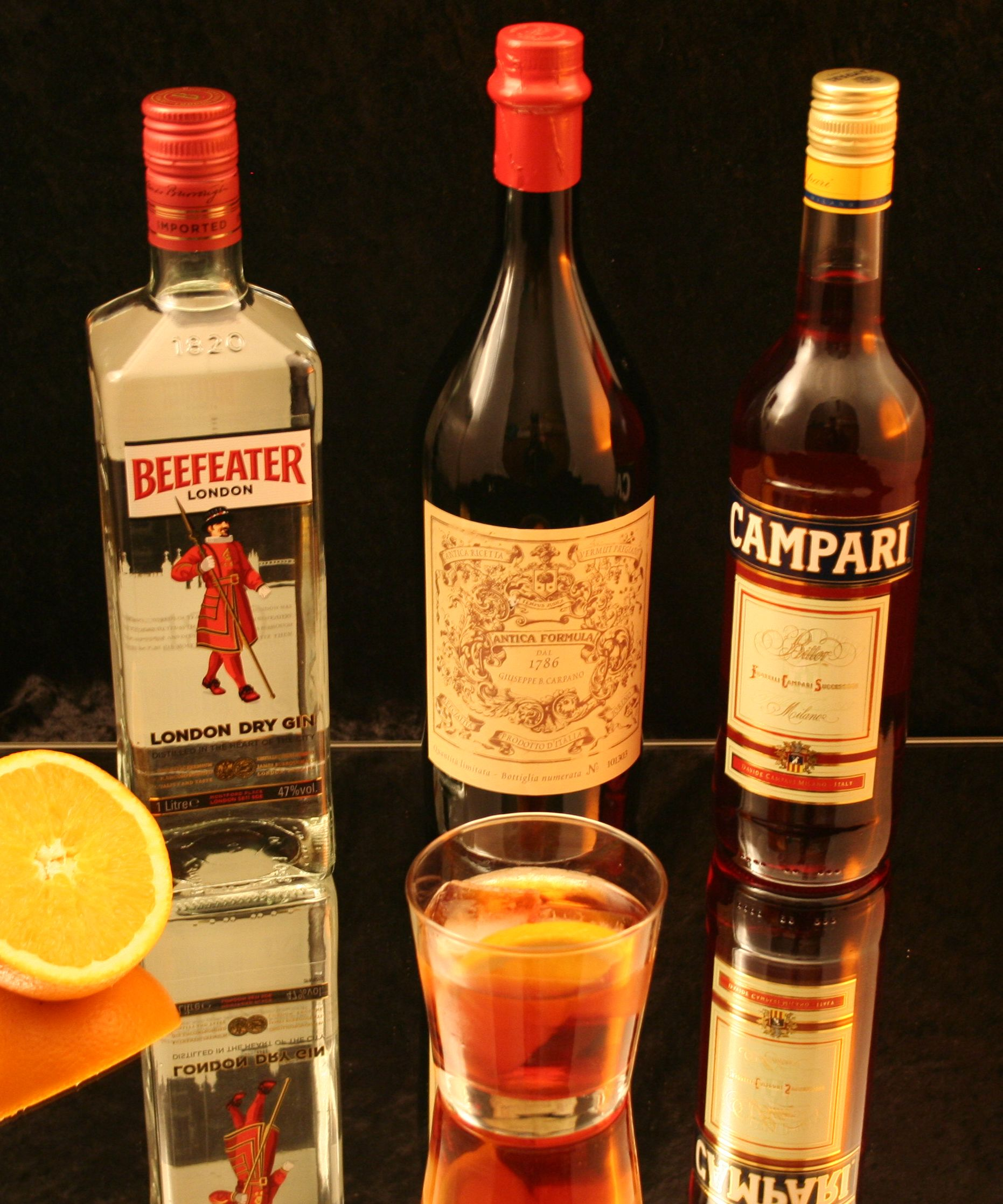
Коктейль «Неґроні»

Неґроні (англ. Negroni) — коктейль на основі джину, вермуту та бітеру Кампарі, прикрашений цедрою апельсинів. Класифікується як аперитив. Належить до офіційних напоїв Міжнародної асоціації барменів (IBA), категорія «Незабутні» (англ. The Unforgettables).

## Історія

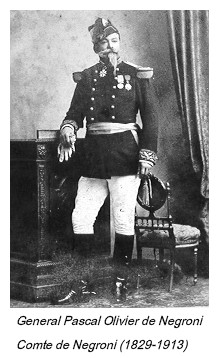
Генерал Паскаль-Олів'є граф де Неґроні

Винахід приписується французькому генералу Паскалю-Олів'є графу де Неґроні, корсиканця за походженням.

## Спосіб приготування
Склад коктейлю «Negroni»:
- джину — 30 мл (3 cl), або одна частина,
- рожевого вермуту — 30 мл (3 cl), або одна частина,
- бітер Кампарі — 30 мл (3 cl), або одна частина.